# Entephria catochra
Entephria catochra är en fjärilsart som beskrevs av Louis Beethoven Prout 1939. Entephria catochra ingår i släktet Entephria och familjen mätare. Inga underarter finns listade i Catalogue of Life.